# استان پیکوتا
استان پیکوتا (به اسپانیایی: Provincia de Picota) یک منطقهٔ مسکونی در پرو است که در منطقه سن مارتین واقع شده‌است.
 استان پیکوتا ۲٬۱۷۱٫۴۱ کیلومتر مربع مساحت و ۴۰٬۵۴۵ نفر جمعیت دارد.